# Kombinat Seeverkehr und Hafenwirtschaft
Der VEB Kombinat Seeverkehr und Hafenwirtschaft, abgekürzt KSH, war ab 1. Januar 1974 in der DDR zuständig für die Durchführung der Seeverkehrswirtschaft der DDR, welche wiederum ein Zweig des einheitlichen, durch das Ministerium für Verkehrswesen geleiteten sozialistischen Verkehrswesen war. Die volkswirtschaftlichen Aufgaben der Seeverkehrswirtschaft der DDR bestanden im Wesentlichen in der Vorbereitung und Realisierung des Seetransportes und des Umschlagprozesses und die Ausführung unmittelbar damit verbundener Leistungen.

## Aufgaben
Die Aufgaben der Seeverkehrswirtschaft der DDR wurden durch den VEB Seeverkehr und Hafenwirtschaft – Deutfracht/Seereederei ab dem 1. Januar 1974 wahrgenommen. Das Kombinat war direkt dem Minister für Verkehrswesen unterstellt und sollte nach wirtschaftlicher Rechnungsführung arbeiten. Zum Kombinat gehörten die Betriebe VEB Deutfracht/Seereederei Rostock, abgekürzt DSR, als Stammbetrieb, als Seehäfen der DDR der VEB Seehafen Rostock, der VEB Seehafen Wismar und der VEB Seehafen Stralsund. Weiter gehörten dazu der VEB Schiffsmaklerei Rostock, der Bagger-, Bugsier- und Bergungsreederei Rostock (BBB) und der VEB Schiffsversorgung Rostock. Das Institut des Seeverkehrs und der Hafenwirtschaft sowie das Ingenieurbüro für Rationalisierung der Seeverkehrswirtschaft gingen zum Zeitpunkt der Kombinatsgründung in den Stammbetrieb ein. Die Tallierungsgesellschaft mbH gehörte ebenfalls zum Kombinat, war jedoch dem Generaldirektor des Kombinats direkt leistungsmäßig unterstellt. Hervorgegangen ist das Kombinat aus der bis zur Umwandlung am 1. Januar 1974 als ökonomisches Führungsorgan tätigen Direktion des bisherigen Seeverkehrs und der Hafenwirtschaft und ihren Betrieben. An Grundmitteln verfügten die Betriebe über die Liegeplätze, Verkehrsanlagen, Kräne, Lagerschuppen und Freilagerflächen. Sie beschäftigten für die damit verbundenen Arbeiten Umschlagsarbeiter. Das Kombinat Seeverkehr und Hafenwirtschaft erbrachte ihre Haupt- und Nebenleistungen für in- und ausländische Auftraggeber gegen Berechnung feststehender Tarifpreise.

## Geschichte

### 1946 bis 1949
Die damalige Binnenschifffahrt AG musste 1947 ihren Betrieb einstellen, da private Unternehmungen in der sowjetischen Besatzungszone in ihrer Betätigung eingeschränkt wurden. Vom 11. bis 12. August 1948 fand in Ost-Berlin die Schifffahrtskonferenz der sowjetischen Besatzungszone mit dem Schwerpunkt Stand der Ausbauarbeiten der Seehäfen statt. Am 1. Oktober 1949 wurde die „Deutsche Schiffahrts- und Umschlagbetriebe“ (DSU) als ein volkseigener Betrieb neu gegründet. Die DSU erhielt das alleinige Befrachtungsrecht in der sowjetischen Besatzungszone. Nach der Gründung der DDR 1949 wurde die schon 1946 neu gegründete Deutsch-Russische Transport-Aktiengesellschaft (DERUTRA) zum Staatsbetrieb für Transport, Lagerung und Spedition. Die DERUTRA begann nach und nach sämtliche Funktionen an der Küste an sich zu ziehen.
Die Geschichte des KSH-Stammbetriebes Deutsche Seereederei inkl. Bildung des Kombinat Seeverkehr und Hafenwirtschaft als Teil der Vergangenheit der Hansestadt Rostock nach dem Ende des Zweiten Weltkriegs wurde von MV1 in der Reihe Heimat bewegt durch Hans-Jörg Goldhofer mit historischen Aufnahmen in einer Zeitreise dokumentiert. Dabei wurde zunächst die Ausgangslage mit dem 1946 / 1947 gegründeten Unternehmen DERUTRA und der 1949 gegründeten DSU im Verantwortungsbereich der Sowjetischen Militäradministration dargestellt, die in 1945 die Regierungsgewalt in Mecklenburg-Vorpommern an Wilhelm Höcker übergab. Nach Währungsreformen in Deutschland 1948 und Gründung der DDR folgten in 1950 Beschlüsse der Landesregierung Mecklenburg zum Aufbau einer volkseigenen Flotte und historische Aufnahmen eines dafür zur Verfügung stehenden Seeleichters und des Dampfers Vorwärts wurden eingeordnet, bevor es 1952 zur Gründung der DSR und 1974 des KSH kommen konnte.

### 1949 bis 1989
Am 17. August 1950 beschloss der Ministerrat der DDR den Bau von 18 Handelsschiffen von 1.000 bis 8.000 BRT. 1952 wurde die DSR in den VEB Deutsche Seereederei umgewandelt, zu dessen Leiter Karl Salomon ernannt wurde. 1954 wurde das erste Direktionsgebäude in einer ehemaligen Lagerhalle im Rostocker Stadthafen bezogen. 1955 übernahm Wilhelm Knapp die Leitung der DSR von Karl Salomon und wurde damit bis 1957 der erste Direktor der DSR.
1973 wurde die DDR Mitglied der Far Eastern Freight Conference. Die bisher von den Schiffen der DDR geführte abweichende Handelsflagge wurde ab 1. Mai 1973 durch die Staatsflagge der DDR ersetzt. Am 28. Dezember 1973 wurde Heinz Neukirchen vom Verkehrsminister Otto Arndt zum Generaldirektor für das Kombinat Seeverkehr und Hafenwirtschaft berufen.
Zum 1. Januar 1974 wurden die VEB Deutsche Seereederei und VEB Deutfracht im Kombinat Seeverkehr und Hafenwirtschaft zusammengeschlossen. DSR stand ab diesem Zeitpunkt für VEB Deutfracht/Seereederei Rostock, die Rechtsträger der ihr übertragenen volkseigenen Schiffe wurde, als DSR-LINES bekannte Liniendienste unterhielt und Mitglied mehrerer internationaler Schiffahrtskonferenzen war.
In 1979 war das Kombinat Seeverkehr und Hafenwirtschaft zusammen mit dem SGB Möbel, Kulturwaren, Sportartikel, Bezirk Rostock der Herausgeber eines 28-seitigen Fotobuches Seemann, deine Heimat, was durch zwei Single-Schallplatten (Seemannsplatte Rostock) ergänzt wurde: in Deutsch, Russisch und Englisch wurde die Entwicklung der Tragfähigkeit der DDR-Handelsflotte von ursprünglich 1300 Tonnen (tdw) der Vorwärts bis zu annähernd 2 Millionen tdw Tragfähigkeit mit ca. 200 Schiffen unterschiedlichster Schiffstypen dokumentiert, die demnach über alle Weltmeere und gemäß im Fotobuch abgebildeter Weltkarte von DSR-LINES in 26 Liniendiensten fuhren. Das Kombinat Seeverkehr und Hafenwirtschaft beschäftigte in seinen Betrieben demnach rund 20 000 Werktätige, von denen tausende Fahrensleute als Spezialisten in den Bereichen Deck und Maschine zur See fuhren und für die drei Häfen Rostock, Wismar und Stralsund ist eine Abfertigung von mehr als 5 000 Schiffen aus über 60 Ländern mit einem Güterumschlag in der Größenordnung von ca. 20 Millionen Tonnen pro Jahr in dem Fotobuch dokumentiert. Die musikalische Umsetzung der beiden Schallplatten Seemann, Deine Heimat (Seemannsplatte Rostock) in dem Fotobuch erfolgte durch das Festivalorchester des Rundfunk der DDR und vielen weiteren Mitwirkenden.
Anfang 1980 veröffentlichte die seit 1947 in Berlin erscheinende Tageszeitung Junge Welt ein Interview mit dem damals 44 Jahre alten Kapitän und Generaldirektor des Kombinat Seeverkehr und Hafenwirtschaft Artur Maul und dokumentierte 195 DDR-Handelsschiffe mit etwa 1,9 Millionen tdw Tragfähigkeit, die demnach Häfen in 95 Ländern anliefen. Befragt zur Entwicklung in 1980 sollten demnach 12,3 Millionen Tonnen Güter von den Schiffen des KSH transportiert werden und in den Häfen von Rostock, Wismar und Stralsund sollten zusammen 18,1 Millionen Tonnen Güter umgeschlagen werden. Im persönlichen Umgang mit allen seinen Verhandlungspartnern sah KSH Generaldirektor Artur Maul das Handel treiben zum gegenseitigen Vorteil im Rahmen der Friedlichen Koexistenz als wichtig an. Befragt zum Vergleich seiner Position mit der eines Generaldirektors eines Konzerns sah Artur Maul 1980 seinen Auftrag über das Erzielen von Profit hinaus weiter gefasst, denn er wollte mit Gewinn für die ganze Gesellschaft auch eine gute Sozialpolitik und Kulturpolitik für die Arbeiter und auch im Interesse junger Leute machen. Artur Maul war demnach verheiratet mit einer Verkäuferin und Vater von zwei Kindern, wobei die Tochter Rechtswissenschaft studierte und der Sohn zur See fahren wollte. In die FDJ war Artur Maul 1949 eingetreten und er war 1962 im Zusammenhang mit der Kubakrise als 2. Nautischer Offizier an Bord von MS „Halle“ beschäftigt, um nötige Versorgungsgüter auf den Inselstaat Kuba zu bringen. Befragt zur Jugendpolitik nannte KSH Generaldirektor Artur Maul das Durchschnittsalter der Schiffsbesatzungen mit 24 Jahren und mehr als 7000 Mitglieder der FDJ arbeiteten demnach 1980 im KSH.
Als Generaldirektor des KSH und der DSR veröffentlichte Artur Maul in 1987 in der Fachzeitschrift Seewirtschaft zur Unternehmensgeschichte den Beitrag 35 Jahre DSR-LINES und in 1989 promovierte er an der Ingenieurhochschule für Seefahrt Warnemünde/Wustrow zum Thema Der seewärtige Containerverkehr – Mittel zur Verwirklichung der Außenhandelsstrategie der DDR und zur Festigung der Marktpositionen des VEB DSR auf den internationalen Schifffahrtsmärkten der 90er Jahre.

### Ab 1990
Im Mai 1990 wurde beschlossen, das Kombinat Seeverkehr- und Hafenwirtschaft (KSH) in eine von der Treuhand verwaltete Kapitalgesellschaft umzuwandeln. Am 18. Juni 1990 erfolgte die Umwandlung in eine Kapitalgesellschaft, deren Gesellschafter die Treuhandanstalt wurde. Als weitere Maßnahmen wurden die nichtreedereitypischen Bereiche ausgegliedert und bis 1992 der Mitarbeiterbestand von 14.500 auf 5.846 Beschäftigte reduziert.
Seit dem 3. Juni 1993 arbeitet die daraus hervorgegangene Deutsche Seereederei privatwirtschaftlich, nachdem zwei Hamburger Kaufleute die DSR GmbH von der Treuhandanstalt übernommen hatten.

## Zugehörige Betriebe
Zum Kombinat gehörten zuletzt die folgenden Betriebe:
- VEB Deutfracht/Seereederei Rostock; (Stammbetrieb)
- VEB Bagger-, Bugsier- und Bergungsreederei Rostock
- VEB Schiffsmaklerei Rostock
- VEB Schiffsversorgung Rostock
- VEB Seehafen Rostock
- VEB Seehafen Stralsund
- VEB Seehafen Wismar